# برمانية
البرمانية (الاسم العلمي: Burmanniaceae) هي فصيلة من النباتات تتبع رتبة الديسقوريات من طائفة أحاديات الفلقة. تتكون من 99 نوعاً من النباتات العشبية موزعة على ثمانية أجناس.

## التصنيف
- البرمانة (وهي الجنس النمطي للفصيلة سميت تكريماً لعالم النبات الهولندي يوهانس برمان.)
- Apteria
- Campylosiphon
- Cymbocarpa
- Dictyostega
- Gymnosiphon
- Hexapterella
- Marthella
- Mierisella

فرع التاسمية الأفريقية
- التاسمية الأفريقية

قبيلة التاسماوية
- التاسمية
- Haplothismia
- Oxygyne
- Tiputinia